# Nienor
Nienor  var i Tolkien's Midgård (Middle-earth), det tredje barn af Húrin og Morwen, søster til Lalaith, der døde som ung, og Túrin. 
Hun er med i en historie om hendes bror Túrin, der fortælles i bl.a. Silmarillion.